# Олександр Кривоносенко
Кривоно́сенко Олекса́ндр (зустрічаються також імена Остап, Сава, Дмитро) Макси́мович (бл. 1620 — бл. 1666) — український військовий та державний діяч, син (скоріше за все названий) Максима Кривоноса.

## Короткий життєпис
Достовірні дані про ранні роки відсутні. Народився, можливо, в першій половині XVII століття у м. Могилів-Подільський.
Учасник Жовтоводської та Корсунської битв 1648 року. Академік В. Сергійчук вважає, що Кривоносенко був першим полковником Лубенського полку (весна-літо 1648 — весна 1649 рр.). Адже саме його Б. Хмельницький послав піднімати Лубенщину проти Я. Вишневецького.
Під час походу корпусу М. Кривоноса на Брацлавщину й Волинь влітку 1648 р. його син Кривоносенко обіймав посаду полковника. Згадується він також як учасник Махнівського бою 6-8 липня 1648 року. Тоді він керував полком народного ополчення, який разом з 1 000 кінноти Максима Кривоноса, 5 000-ми козаків Білоцерківського полку Івана Гирі, розпочали бій. 6 липня зранку почався штурм містечка. Авангардний загін Кривоносенка та полк Гирі захопили кляштор бернардинів і розпочали облогу замку, у якому знаходилося кількасот чоловік Януша Тишкевича на чолі з ротмістром Стефаном Левом. Хитрістю виманивши команду Лева із замку, козаки взяли його приступом. Потім загін Кривоносенка відбив наступ кінноти надвірного війська князя Я. Вишневецького.
Пізніше Кривоносенко брав участь у Старокостянтинівській та Пилявецькій битвах, облогах Львова й Замостя.
Після переможних походів козацького війська 1648 року, навесні 1649 року Богдан Хмельницький звернув особливу увагу на зміцнення прикордонної смуги козацької території. У березні він вислав туди два полки в складі 10 тис. чоловік. Військо було розташоване по лінії Случі і Мурафи. Кривоносенка було поставлено Б. Хмельницьким в Острополі й надано йому звання полковника Волинського (Остропільського). Загони Кривоносенка, окрім Острополя, стояли також у Старокостянтинові та Красилові.
Під час польського наступу 1649 року, Кривоносенко очолив оборону цих міст. Група польських військ Станіслава Лянцкоронського 5 червня 1649 року розпочала наступ і змусила козаків Кривоносенка відступити з Красилова і Старокостянтинова до Острополя. Після жорстоких боїв, долаючи «впертий опір», полякам вдалося захопити місто. Проте частина козаків з міщанами замкнулись в замку і відбивали атаки противника. Домовившись про вільний вихід обложених з міста за умови припинення ними боротьби, поляки, порушивши домовленості, підступно напали на них і майже всіх знищили. Лише небагатьом, у тому числі пораненому Кривоносенку, вдалося врятуватися. Вони відступили на схід, де з'єдналися з головним козацьким військом Богдана Хмельницького.
Після підписання Зборівського миру, до Реєстру 1649 року Кривоносенко, ймовірно, був записаний як Олекса Кривоносенко п'ятнадцятим серед козаків Лубенської сільської сотні Миргородського полку, враховуючи його діяльність на Лубенщині 1648 року. Можливо також, що до Реєстру він був записаний як Сава Кривоносенко серед полкового товариства Черкаського полку, адже в подальшому саме в Черкасах він зосередить свою діяльність.
Кривоносенко, разом з П. Шумейком, Данилом Нечаєм, Степаном Пободайлом та деякими іншими старшинами, був одним з послідовників радикальної течії козацької верхівки, котра не хотіла миритися з Річчю Посполитою до остаточної перемоги, не визнавала Зборівського договору 1649 р. та не хотіла пускати шляхту в її колишні маєтності, що лежали в Гетьманщині. Сформувалась старшинська опозиція, яка у всьому винуватила гетьмана Хмельницького. Московські посли, які на чолі з Г. Пушкіним були в Речі Посполитій, зібрали в березні 1650 року відомості, що опозицію проти Хмельницького, крім Д. Нечая, очолюють М. Гладкий, миргородський полковник, і син Кривоноса. За свідченням шляхтича Чернавського, «полковники Матвей Гладкой, и Нечай, и Кривонос[енко] хотя с Хмельницким пьют и едят вместе, а мысль не одну имеют, называют Хмельницкого ляхом похлебцею». За словами іншого шляхтича з Кам'янця-Подільського, ці ж полковники називали гетьмана зрадником.
На межі 1649-1650 років Кривоносенко, зробивши своєю ставкою Черкаси, почав згуртовувати навколо себе невдоволених Зборівською угодою козаків, в основному випищиків, а також селян і міщан, серед яких немало було вихідців із Брацлавщини Очевидно, що гетьман був невдоволений такими діями старшини. За свідченнями шляхтича Олександра Сіцінського, Хмельницький навіть посилав проти Кривоносенка загони козаків щоб його погромили. Проте, конфлікт між Кривоносенком та Хмельницьким врешті вдалося залагодити.
У квітні 1651 року Кривоносенко був сотником та наказним полковником (на час відсутності полковника Івана Куцевича-Миньківського) відновленого Паволоцького полку, поставлений з полком на сторожі в Чуднові. Кривоносенко примчав з універсалом від Хмельницького, у якому останній наказав усім полкам йти до Кам'янця: в разі перебування там коронного війська потрібно було оточити його і чекати наступних рішень гетьмана. Очевидно, під час походу козацького війська на чолі з наказним гетьманом Д. Лисовцем до Кам'янця в кінці квітня — у травні 1651 року Кривоносенко залишався Паволоцьким наказним полковником. Імовірно він брав участь у поході під Берестечко і в самій битві, очолюючи як наказний полковник частину Паволоцького полку.
Пізніше, можливо, повернувся до Могилева-Подільського після відновлення Могилівського (Подільського) полку 1652 року. У Перепису Подільського полку, здійсненому у зв'язку з приведенням його населення (козаків, міщан і селян) до присяги на вірність московському цареві у грудні 1659 р. значиться наказним полковником Олександр Кривонос. До того ж списку у складі Могилівської сотні був внесений Степан Кривоносов, очевидно його син.
Востаннє він згадується 1666 року як війт Могилева-Подільського. Існує думка, що трохи згодом, або він, або частина його безпосередніх нащадків, будучи у складі охочекомонного полку Родіона Дмитрашка-Райчі, переселилися разом з останнім на Лівобережжя, у межі Переяславського полку і заснували там село Кривоносівку.